# Château de Wartegg
Le château de Wartegg est un château situé en Suisse et datant de la Renaissance.

## Localisation
Le château de Wartegg est situé sur le territoire de la commune saint-galloise de Rorschach et surplombe la rive sud du lac de Constance.

## Histoire
Le château de Wartegg est construit en 1557 par le seigneur Caspar Blarer von Wartensee, un descendant de la famille de Jacques Christophe Blarer de Wartensee.
En 1792, lors de la Révolution française, le marquis Marc-Marie de Bombelles, fidèle au roi Louis XVI, émigre en Suisse après la bataille de Valmy. Il loge alors au château de Wartegg dans l'attente de l'arrivée du roi de France.
Propriété des Bourbons-Parme à partir de 1860, le château constitue de mars à mai 1919 le refuge de l'empereur d'Autriche déchu Charles Ier, de son épouse l’impératrice Zita de Bourbon-Parme et de leur famille, exilés par le gouvernement républicain.
De nos jours, le château est utilisé pour des séminaires.

## Sources
1. ↑  Le château de Wartegg, swisscastles.ch
2. ↑  Jean Sévillia, Le dernier empereur Charles d'Autriche 1887-1922, Perrin, 2009 (ISBN 978-2-262-02858-9), p. 241